# Ștefan cel Mare (metrostation)
Ștefan cel Mare is een metrostation in Boekarest. Het werd geopend op 17 augustus 1989 en wordt bediend door lijn 1. Het station is genoemd naar de Moldavische vorst Ștefan cel Mare. Nabij het metrostation ligt het stadion van Dinamo Boekarest, dat ook Ștefan cel Mare heet. De dichtstbijzijnde stations zijn Obor en Piața Victoriei.
Van Dristor 2 tot Pantelimon:
Dristor 2 · Piața Muncii · Iancului · Obor · Ştefan cel Mare · Piața Victoriei · Gara de Nord 1 · Basarab · Crângaşi · Semănătoarea · Grozăveşti · Eroilor · Izvor · Piaţa Unirii · Timpuri Noi · Mihai Bravu · Dristor 1 · Nicolae Grigorescu · Titan · Costin Georgian · Republica · Pantelimon